# Бромид полония(II)
Бромид полония(II) — PoBr2, неорганическое бинарное соединение двухвалентного полония с бромом, полониевая соль бромоводородной кислоты. Тёмно(пурпурно)-коричневое кристаллическое вещество. При нагревании возгоняется. Плавится в токе азота при 275 °C. Гидролизуется водой, растворяется в водном растворе бромоводорода, растворах кислот, ацетоне.
Растворы бромида в ацетоне легко окисляются на воздухе до соединений четырёхвалетного полония. Твёрдый бромид полония восстанавливается до металла при нагревании с аммиаком.
Получают разложением бромида полония(IV) в вакууме при 200 °C или восстановлением последнего сероводородом:
{\displaystyle {\mathsf {PoBr_{4}=PoBr_{2}+Br_{2}}}}
{\displaystyle {\mathsf {PoBr_{4}+H_{2}S=PoBr_{2}+2HBr+S}}}